# Tryphaina
Tryphaina ist der Name folgender Personen:

## Historische Personen
- Kleopatra (?) Tryphaina (Königin von Syrien) († 111 v. Chr.)
- Tryphaina (Frau des Ammonios), „Amme“ Ptolemaios XII. (genannt 60/59 v. Chr.)
- Kleopatra VI. Tryphaina († 57 v. Chr.), Schwestergemahlin Ptolemaios’ XII., vielleicht Mutter der bekannten Kleopatra VII.
- Antonia Tryphaina, Königin von Pontos und Kilikien, (etwa 1. Hälfte des 1. Jahrhunderts)
- Tryphaina, römische Mitarbeiterin des Apostels Paulus
- Tryphaina von Kyzikos, frühchristliche Märtyrin und Heilige (Gedenktag 31. Januar)

Außerdem ist Tryphaina („die Wollüstige“) in griechischen Inschriften als Hetärenname bezeugt.

## Literarische Gestalten
- Tryphaena, eine wichtige Nebenfigur im Satyricon des Titus Petronius (Petr. 100.7-114.7)
- Tryphaina, Luxushure in den „Hetärengesprächen“ des Lukian von Samosata[2]